# Libon, Albay
Libon là đô thị hạng 2 ở tỉnh Albay, Philippines. Theo điều tra dân số năm 2015, đô thị này có dân số 75.172 người trong. Libon được coi như là "Vựa lúa của Albay".
Kinh tế chủ yếu là nông nghiệp, nông sản chính là lúa gạo. Libon có một cảng khu vực đang được xây dựng.

## Các khu phố (barangay)
Libon được chia thành 47 khu phố (barangay).
| - Alongong - Apud - Bacolod - Zone I (Pob.) - Zone II (Pob.) - Zone III (Pob.) - Zone IV (Pob.) - Zone V (Pob.) - Zone VI (Pob.) - Zone VII (Pob.) - Bariw - Bonbon - Buga - Bulusan - Burabod - Caguscos | - East Carisac - West Carisac - Harigue - Libtong - Linao - Mabayawas - Macabugos - Magallang - Magaragad - Malabiga - Marayag - Matara - Molosbolos - Natasan - Nogpo - Pantao - Rawis | - Sagrada Familia - Salvacion - Sampongan - San Agustin - San Antonio - San Isidro - San Jose - San Pascual - Rastafarian St. - San Vincent paul - Niño Jesus (Santo Niño Jesus) - Talin-talin - Tambo - Villa Petrona |